# Кармело Ентоні
Карме́ло Е́нтоні (англ. Carmelo Anthony; 29 травня 1984) — американський професійний баскетболіст, гравець команди Лос-Анджелес Лейкерс. Позиція — легкий форвард. На 25 жовтня 2021 року вийшов на дев'яте місце в НБА за набраними очками за кар'єру з результатом 27410.

## 2003-04
Вибраний «Денвер Наггетс» під 3 номером на драфті 2003 року. Дебютував в НБА 29 жовтня 2003 року в грі проти «Сан-Антоніо Сперс». У цій грі «Наггетс» виграли з рахунком 80-72, а сам Ентоні набрав 12 очок, 7 підбирань та 3 результативні передачі. Перший в кар'єрі дабл-дабл набрав у дев'ятій грі в НБА, записавши в свій актив 17 очок і 14 підбирань у грі проти «Орландо Меджик» 14 листопада 2003 року. В середньому за сезон набирав 21.0 очок за гру — найкращий результат серед новачків НБА 2003-04.

## 2004-05
Уже в своєму другому сезоні в НБА виходив у стартовій п'ятірці у всіх 82 матчах «Наггетс». Набираючи в середньому 20.8 очка за гру, посів за цим показником 19 місце в НБА. 4 грудня 2004 Ентоні досягнув показника у 2000 очок за кар'єру. Він став третім наймолодшим гравцем в історії НБА, котрий підкорив цей рубіж.

## 2005-06
У сезоні 2005-06 Ентоні відіграв за Денвер 80 ігор. Середня результативність становила 26.5 за гру, що виявилось 8им результатом в НБА. 17 березня 2006 року Ентоні подолав рубіж у 5000 очок за кар'єру в НБА. Він став другим наймолодшим гравцем, котрий це зробив, після ЛеБрона Джеймса. В загальному в березні 2006 року показав значний прогрес і хорошу гру, був визнаний гравцем місяця у березні.

## 2006-07
5 лютого 2007 року набрав 31 очко, 10 підбирань і 10 результативних передач — перший у кар'єрі трипл-дабл. Тричі за сезон отримував звання гравця тижня. Дебютував у матчі всіх зірок НБА, де набрав 20 очок та 9 підбирань.

## 2007-08
Середня результативність за сезон становила 25.7 очок за гру (четвертий в НБА). Вперше в кар'єрі був обраний у стартовий склад на гру всіх зірок НБА.

## 2008-09
10 грудня 2008 Ентоні повторив рекорд НБА, набравши 33 очка за чверть. 4 січня 2009 року зломав руку. Відновлення тривало до кінця місяця. У першій грі після повернення набрав 19 очок. Середня результативність за сезон — 22.8 очок за гру.

## 2009-10
У перших двох іграх сезону Ентоні у сумі набрав 71 очко. Він став третім гравцем в історії клубу, котрий набрав за сумою перших 2 ігор не менше 70 очок. За результатами листопада Ентоні був названий гравцем місяця у конференції, а також гравцем тижня НБА. У п'ятнадцятій грі регулярної першості Ентоні набрав 22 очка, чим встановив новий рекорд клубу (не менше 20 очок за гру протягом 15 ігор поспіль, попередній становив 14). Кармело не спинився на цьому, і вже у наступній грі встановив особистий рекорд — 50 очок за гру.
У сезоні 2009-10 Ентоні втретє поспіль був обраний учасником матчу всіх зірок НБА, вдруге поспіль — гравцем стартової п'ятірки.
Також у цьому сезоні Ентоні встановив особистий рекорд результативності в іграх плей-оф (42 очка).

## 2010-11
15 листопада 2010 Ентоні встановив особистий рекорд за кількістю підбирань — у грі проти «Фінікс Санз» він записав у свій актив 20 очок та 22 підбирання. У грудні 2010 Ентоні пропустив 5 ігор через смерть сестри. Кармело повернувся до складу «Наггетс» 1 січня у грі проти «Сакраменто Кінгз».
22 лютого 2011 Ентоні перейшов у «Нью-Йорк Нікс». У першій грі за нову команду набрав 27 очок та 10 підбирань.

## Статистика кар'єри в НБА

### Регулярний сезон
| Сезон            | Команда        | GP  | GS  | MPG  | FG%  | 3P%  | FT%  | RPG | APG | SPG | BPG | PPG  |
| ---------------- | -------------- | --- | --- | ---- | ---- | ---- | ---- | --- | --- | --- | --- | ---- |
| 2003–04          | Денвер Наггетс | 82  | 82  | 36.5 | .426 | .322 | .777 | 6.1 | 2.8 | 1.2 | .5  | 21.0 |
| 2004–05          | Денвер Наггетс | 75  | 75  | 34.8 | .431 | .266 | .796 | 5.7 | 2.6 | .9  | .4  | 20.8 |
| 2005–06          | Денвер Наггетс | 80  | 80  | 36.8 | .481 | .243 | .808 | 4.9 | 2.7 | 1.1 | .5  | 26.5 |
| 2006–07          | Денвер Наггетс | 65  | 65  | 38.2 | .476 | .268 | .808 | 6.0 | 3.8 | 1.2 | .4  | 28.9 |
| 2007–08          | Денвер Наггетс | 77  | 77  | 36.4 | .492 | .354 | .786 | 7.4 | 3.4 | 1.3 | .5  | 25.7 |
| 2008–09          | Денвер Наггетс | 66  | 66  | 34.3 | .443 | .371 | .793 | 6.8 | 3.4 | 1.1 | .4  | 22.8 |
| 2009–10          | Денвер Наггетс | 69  | 69  | 38.2 | .458 | .316 | .830 | 6.6 | 3.2 | 1.3 | .4  | 28.2 |
| 2010–11          | Денвер Наггетс | 50  | 50  | 35.5 | .452 | .333 | .823 | 7.6 | 2.8 | .9  | .6  | 25.2 |
| 2010–11          | Нью-Йорк Нікс  | 27  | 27  | 36.2 | .461 | .424 | .872 | 6.7 | 3.0 | .9  | .6  | 26.3 |
| 2011–12          | Нью-Йорк Нікс  | 55  | 55  | 34.1 | .430 | .335 | .804 | 6.3 | 3.6 | 1.1 | .4  | 22.6 |
| 2012–13          | Нью-Йорк Нікс  | 67  | 67  | 37.0 | .449 | .379 | .830 | 6.9 | 2.6 | .8  | .5  | 28.7 |
| 2013–14          | Нью-Йорк Нікс  | 77  | 77  | 38.7 | .452 | .402 | .848 | 8.1 | 3.1 | 1.2 | .7  | 27.4 |
| 2014–15          | Нью-Йорк Нікс  | 40  | 40  | 35.7 | .444 | .341 | .797 | 6.6 | 3.1 | 1.0 | .4  | 24.2 |
| 2015–16          | Нью-Йорк Нікс  | 72  | 72  | 35.1 | .434 | .339 | .829 | 7.7 | 4.2 | .9  | .5  | 21.8 |
| Кар'єра          |                | 902 | 902 | 36.4 | .453 | .344 | .812 | 6.6 | 3.2 | 1.1 | .5  | 24.9 |
| Матчі всіх зірок |                | 9   | 8   | 27.0 | .507 | .326 | .727 | 8.0 | 1.2 | .6  | .3  | 19.4 |

### Плей-оф
| Сезон   | Команда        | GP | GS | MPG  | FG%  | 3P%  | FT%  | RPG  | APG | SPG | BPG | PPG  |
| ------- | -------------- | -- | -- | ---- | ---- | ---- | ---- | ---- | --- | --- | --- | ---- |
| 2004    | Денвер Наггетс | 4  | 4  | 35.8 | .328 | .182 | .800 | 8.3  | 2.8 | 1.3 | .0  | 15.0 |
| 2005    | Денвер Наггетс | 5  | 5  | 36.0 | .422 | .000 | .813 | 5.4  | 2.0 | .6  | .2  | 19.2 |
| 2006    | Денвер Наггетс | 5  | 5  | 38.6 | .333 | .000 | .750 | 6.6  | 2.8 | .8  | .2  | 21.0 |
| 2007    | Денвер Наггетс | 5  | 5  | 42.0 | .480 | .500 | .795 | 8.6  | 1.2 | 1.0 | .0  | 26.8 |
| 2008    | Денвер Наггетс | 4  | 4  | 36.5 | .364 | .250 | .828 | 9.5  | 2.0 | .5  | .3  | 22.5 |
| 2009    | Денвер Наггетс | 16 | 16 | 38.3 | .453 | .364 | .826 | 5.8  | 4.1 | 1.8 | .6  | 27.2 |
| 2010    | Денвер Наггетс | 6  | 6  | 42.3 | .464 | .316 | .877 | 8.5  | 3.3 | 2.0 | .5  | 30.7 |
| 2011    | Нью-Йорк Нікс  | 4  | 4  | 39.0 | .375 | .346 | .853 | 10.3 | 4.8 | 1.3 | .8  | 26.0 |
| 2012    | Нью-Йорк Нікс  | 5  | 5  | 40.8 | .419 | .222 | .756 | 8.2  | 2.2 | 1.2 | .2  | 27.8 |
| 2013    | Нью-Йорк Нікс  | 12 | 12 | 40.1 | .406 | .298 | .885 | 6.6  | 1.6 | 1.1 | .2  | 28.8 |
| Кар'єра |                | 66 | 66 | 39.1 | .417 | .320 | .826 | 7.3  | 2.8 | 1.3 | .3  | 25.7 |

## Національна збірна
У 2002 у складі молодіжної збірної США Ентоні завоював бронзу на молодіжній першості світу.
З 2004 року виступає за національну збірну США, в її складі став чемпіоном Олімпійських ігор 2008 року, бронзовим призером Олімпійських ігор 2004 року і чемпіонату світу 2006 року. 23 серпня 2006 встановив новий рекорд збірної за результативністю — 35 очок за гру (попередній рекорд становив 34 очка за гру, його було встановлено у 1990).